# 今村朗

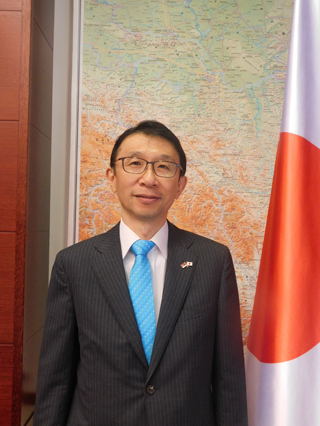
在セルビア日本国大使館ウェブページより（令和5年6月）

今村 朗（いまむら あきら、1960年4月6日- ）は、日本の外交官。駐ジョージア特命全権大使を経て2023年6月より駐セルビア兼モンテネグロ特命全権大使。

## 人物・経歴
幼少期に父親の仕事の都合で2年間アメリカで過ごす
。1984年、東京大学教養学部国際関係論分科を卒業し、同年外務省入省後、1987年コロンビア大学ハリマン・ソ連高等研究所修了。
欧州局ロシア課ロシア支援室長、大臣官房在外公館課長。2008年に在ロシア日本国大使館公使（広報・文化担当）、2010年にロシア向けの日露文化交流誌を創刊し、編集長に就任。在英国日本国大使館公使兼ロンドン総領事、在オーストラリア日本国大使館公使、在ユジノサハリンスク日本国総領事、会計検査院事務総長官房審議官、在カナダ日本国大使館公使を経て、2020年駐ジョージア特命全権大使。2023年駐セルビア特命全権大使 。2023年6月30日から兼ねてモンテネグロ国駐箚。

## 著書
- 共著

『最新アトラス・データで見るロシア・CIS』　ロシアCIS問題研究会、ダイヤモンド社、1993年10月
- 翻訳

『20世紀ロシア文化全史―政治と芸術の十字路で』（ソロモン・ヴォルコフ著）、河出書房新社、2019年4月

## 同期入省
- 有吉勝秀（23年コスタリカ大使・20年エルサルバドル大使）
- 礒正人（22年クロアチア大使・18年デュッセルドルフ総領事）
- 伊藤康一（24年ギリシャ大使・20年ニュージーランド大使）
- 伊藤直樹（24年ベトナム大使・19年バングラデシュ大使・17年シカゴ総領事）
- 岩井文男（20年サウジアラビア大使・15年イラク大使）
- 大森茂（17年セネガル大使・15年法務省名古屋入国管理局長）
- 岡田隆（20年アフガニスタン大使）
- 岡庭健（24年アラブ首長国連邦大使・21年ケニア大使）
- 菊田豊（21年ネパール大使・18年ナイジェリア大使）
- 下川眞樹太（22年フランス、アンドラ大使・19年ベルギー大使・17年大臣官房長・16年国際文化交流審議官）
- 杉山明（24年ノルウェー大使・21年特命全権大使（国際テロ対策・組織犯罪対策協力担当）・18年スリランカ大使・17年儀典長・15年内閣審議官・13年山形県警察本部長）
- 鈴木哲（19年インド大使・17年総合外交政策局長・16年国際情報統括官）
- 竹若敬三（21年北極担当大使・19年ラオス大使）
- 千葉明（22年バチカン大使、19年ASEAN大使・16年ロサンゼルス総領事）
- 梨田和也（19年タイ大使・17年国際協力局長）
- 藤山美典（22年スイス兼リヒテンシュタイン大使）
- 藤原直（21年エディンバラ総領事）
- 正木靖（23年インドネシア大使・20年EU大使・17年欧州局長）
- 森下敬一郎（21年エクアドル大使・17年コロンビア大使）
- 山上信吾（20年オーストラリア大使・18年経済局長・17年国際情報統括官）
- 山田洋一郎（22年モルドバ大使・20年立命館アジア太平洋大学アジア太平洋学部教授（出向）・17年シアトル総領事）
- 山野内勘二（22年カナダ大使・18年ニューヨーク総領事・16年経済局長）